# Mosteiro de Akhtala
O Mosteiro de Akhtala (em armeno: Ախթալա վանք) é um mosteiro da Igreja Apostólica Armênia localizado na cidade de Akhtala na Armênia.

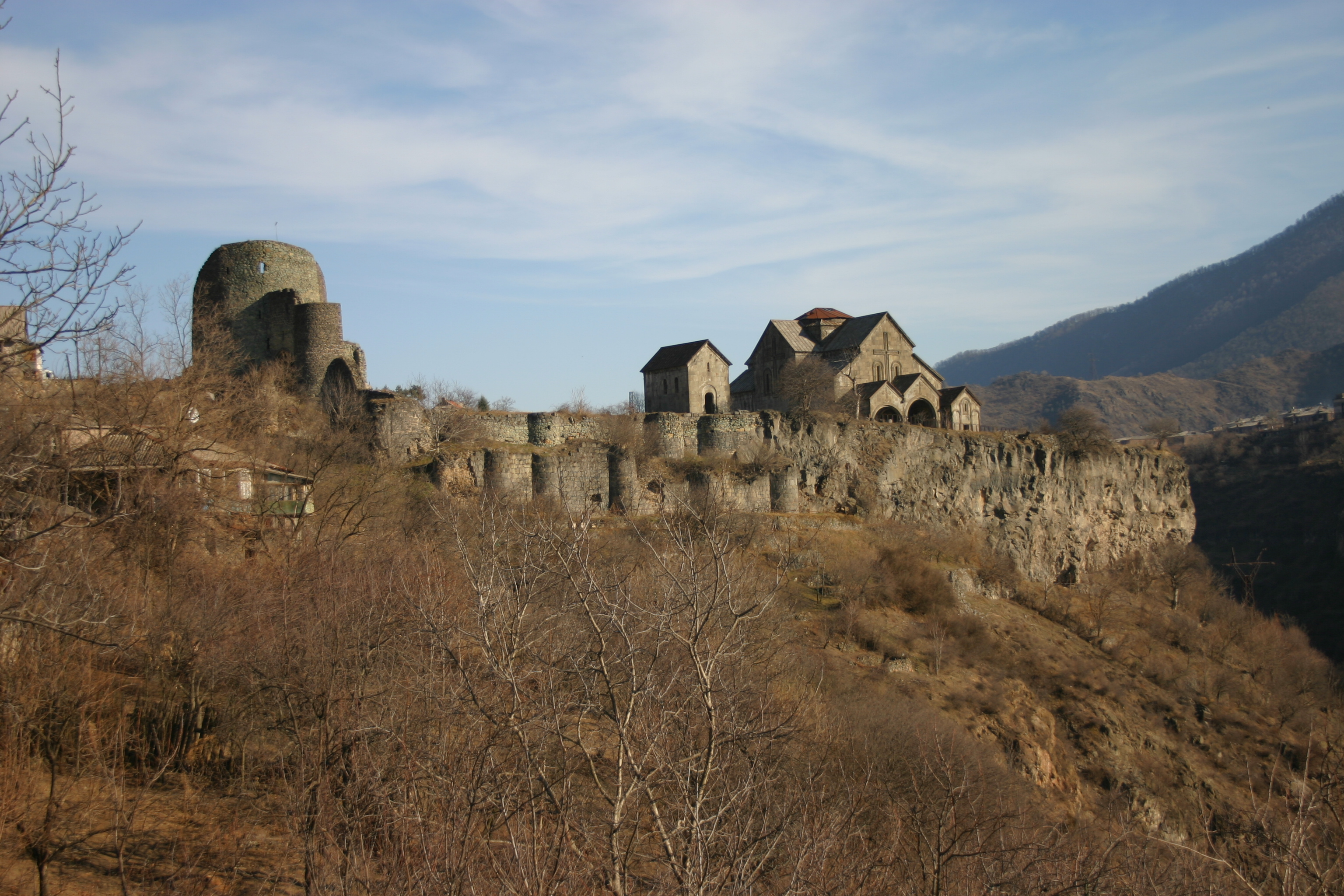
O Mosteiro de Akhtala.